# Методи Теохаров
Методи Теохаров Костадинов е български учен и политик, професор по почвознание и политик от Българска социалистическа партия, народен представител.

## Биография
Роден е на 12 август 1948 година в петричкото село Коларово. В 1975 година завършва Агрономическия факултет на Висшия лесотехнически институт. В 1988 година специализира в Почвения институт „Василий В. Докучаев“ в Москва и във Всерусийския научноизследователски институт във Волгоград. Преподава в Минно-геоложки университет „Свети Иван Рилски“ в София в периода от 2000 до 2002 година и в Софийския университет от 2001 до 2003 година. Директор е на Института по почвознание, агротехнологии и защита на растенията „Никола Пушкаров“ в София.
Избран е за народен представител в XLII народно събрание от парламентарната група на Коалиция за България и участва в Комисията по земеделието и храните и Комисията по околната среда и водите.
Член е на Съюза на учените в България, Българското почвоведско дружество, Българското дружество по хумусни вещества, Международното почвоведско дружество и Международното дружество по хумусни вещества. Публикува 250 научни публикации в списания и сборници от конференции, като е автор и съавтор на 10 книги. Член е на Управителния съвет на Българското почвоведско дружество.